# أكيرا ايتو
أكيرا ايتو (باليابانية: 伊藤彰؛ بالكانا: いとう あきら) هو مانغاكا ياباني، ولد في 1950.